# 2003–2004-es magyar női vízilabda-bajnokság
A 2003–2004-es magyar női vízilabda-bajnokság a huszonegyedik magyar női vízilabda-bajnokság volt. A bajnokságban tizenkét csapat indult el, a csapatok egy kört játszottak. Az alapszakasz után az 1-4. helyezettek play-off rendszerben játszottak a bajnoki címért.
A Dunaújváros és az Eger második csapatát is elindította.

## Alapszakasz
| #   | Csapat                           | M  | Gy | D | V  | G+  | G-  | P  |
| --- | -------------------------------- | -- | -- | - | -- | --- | --- | -- |
| 1.  | Dunaújvárosi Főiskola            | 11 | 11 | 0 | 0  | 234 | 24  | 22 |
| 2.  | Vasas SC-Hungaro Kábel           | 11 | 10 | 0 | 1  | 209 | 36  | 20 |
| 3.  | Hungerit-Szentesi VK             | 11 | 9  | 0 | 2  | 166 | 56  | 18 |
| 4.  | POLO Sport Club                  | 11 | 8  | 0 | 3  | 130 | 85  | 16 |
| 5.  | BVSC-Felina                      | 11 | 7  | 0 | 4  | 105 | 76  | 14 |
| 6.  | ZF Hungária-Egri VK              | 11 | 6  | 0 | 4  | 84  | 99  | 12 |
| 7.  | Dunaújvárosi VSI-Green System    | 11 | 5  | 0 | 6  | 64  | 98  | 10 |
| 8.  | Solárker-Villanó Fókák Kecskemét | 11 | 4  | 0 | 7  | 96  | 91  | 8  |
| 9.  | Angyalföldi SI                   | 11 | 3  | 0 | 8  | 43  | 156 | 6  |
| 10. | OSC-Hungaropharma                | 11 | 2  | 0 | 9  | 55  | 129 | 4  |
| 11. | H2O Szeged                       | 11 | 1  | 0 | 10 | 40  | 169 | 2  |
| 12. | Egri VK-Szabóker                 | 11 | 0  | 0 | 11 | 39  | 246 | 0  |

* M: Mérkőzés Gy: Győzelem D: Döntetlen V: Vereség G+: Dobott gól G-: Kapott gól P: Pont

## Rájátszás
Elődöntő: Dunaújvárosi Főiskola–Póló SC 18–6, 13–6, 12–3 és Vasas SC-Hungaro Kábel–Hungerit-Szentesi VK 6–8, 8–5, 6–5, 9–10
Döntő: Dunaújvárosi Főiskola–Hungerit-Szentesi VK 9–5, 12–7, 11–9
A bajnok Dunaújváros játékoskerete: Benkő Nóra, Benkő Tímea, Bódi Anett, Brávik Fruzsina, Erdős Zsuzsanna, Kovács Annamária, Poszkoli Rita, Primász Ágnes, Sipos Edit, Sós Ildikó, Tiba Zsuzsanna, Tóth II. Andrea, Zantleitner Krisztina, Zsámbok Lili, edző: Mihók Attila